# Inhibitor preuzimanja dopamina
Inhibitor preuzimanja dopamina (DRI, DARI) je tip leka koji deluje kao inhibitor preuzimanja neurotransmitera dopamina putem blokiranja dejstva dopaminskog transportera (DAT). To zatim dovodi do povećanja ekstracelularne koncentracije dopamina i stoga povećanja dopaminergičke neurotransmisije.

## Indikacije
Inhibitori preuzimanja dopamina nalaze kliničku primenu u lečenju hiperkinetičkog poremećaja (ADHD), narkolepsije, i umora kao stimulansi, u tretiranju gojaznosti kao supresori apetita, i saniranju afektivnih poremećaja kao antidepresanata. Oni se isto tako koriste za lečenje socijalnih fobija i drugih anksioznih poremećaja kao anksiolitici, kad parkinsonizma kao antiparkinsonski agensi, za umirivanje rakom uzrokovane letargije kao stimulansi, kao i kod zavisnosti od droga kao agensi za suzbijanje žudnje.